# Ніколлет (округ, Міннесота)
Шаблон:StateAbbr_ 44°20′ пн. ш. 94°15′ зх. д. / 44.34° пн. ш. 94.25° зх. д.
Округ Ніколлет (англ. Nicollet County) — округ (графство) у штаті Міннесота, США. Ідентифікатор округу 27103.

## Історія
Округ утворений 1853 року.

## Демографія
За даними перепису
2000 року
загальне населення округу становило 29771 осіб, зокрема міського населення було 21434, а сільського — 8337.
Серед мешканців округу чоловіків було 14836, а жінок — 14935. В окрузі було 10642 домогосподарства, 7309 родин, які мешкали в 11240 будинках.
Середній розмір родини становив 3,05.
Віковий розподіл населення поданий у таблиці:
| Стать    | До 15 років | 15-21 | 22-29 | 30-39 | 40-49 | 50-65 | 65-85 | Понад 85 |
| -------- | ----------- | ----- | ----- | ----- | ----- | ----- | ----- | -------- |
| Чоловіки | 3070        | 2389  | 1656  | 2002  | 2242  | 2117  | 1232  | 128      |
| Жінки    | 2830        | 2539  | 1494  | 1987  | 2210  | 2010  | 1552  | 313      |

## Суміжні округи
- Сіблі — північ
- Ле-Сюер — схід
- Блю-Ерт — південний схід
- Браун — південний захід
- Ренвілл — північний захід

## Виноски
1. ↑  US Decennial Census. US Census Bureau. Архів оригіналу за 19 липня 2018. Процитовано 24 жовтня 2014.
2. ↑  Historical Census Browser. University of Virginia Library. Архів оригіналу за 11 серпня 2012. Процитовано 24 жовтня 2014.
3. ↑  Population of Counties by Decennial Census: 1900 to 1990. US Census Bureau. Архів оригіналу за 4 серпня 2014. Процитовано 24 жовтня 2014.
4. ↑  Census 2000 PHC-T-4. Ranking Tables for Counties: 1990 and 2000 (PDF). US Census Bureau. Архів оригіналу (PDF) за 18 грудня 2014. Процитовано 24 жовтня 2014.
5. ↑  State & County QuickFacts. Бюро перепису населення США. Архів оригіналу за 7 червня 2011. Процитовано 1 вересня 2013.(англ.) Наведено за англійською вікіпедією.
6. ↑  American FactFinder. Бюро перепису населення США. Архів оригіналу за 26 лютого 2012. Процитовано 31 січня 2008.

| США | Це незавершена стаття з географії США. Ви можете допомогти проєкту, виправивши або дописавши її. |